# International Superstar Soccer
International Superstar Soccer (abreviado ISS y conocida en Japón como Jikkyō World Soccer) es una serie de videojuegos de fútbol desarrollados por la compañía japonesa Konami, la mayoría por la subsidiaria de Osaka KCEO. Los juegos de esta serie no deben confundirse con los de la serie Pro Evolution Soccer (también conocida como Winning Eleven), desarrollados originalmente para PlayStation por KCET, la subsidiaria de Konami en Tokio. Títulos de la serie ISS han aparecido para Super Nintendo, Sega Mega Drive, PlayStation, PlayStation 2, Nintendo 64, Game Boy Advance, GameCube, Xbox y Windows.

## Videojuegos de la serie ISS
- International Superstar Soccer, Super Nintendo (1994)
- International Superstar Soccer Deluxe, Super Nintendo, Sega Mega Drive y PlayStation (1995)
- International Superstar Soccer 64, Nintendo 64 (1997)
- International Superstar Soccer 98, Nintendo 64 (1998)
- International Superstar Soccer 2000, Nintendo 64 (2000)
- International Superstar Soccer, PlayStation y PlayStation 2 (2000)
- International Superstar Soccer 2, GameCube, PlayStation 2 y Xbox (2002)
- International Superstar Soccer 3, GameCube, PlayStation 2, Xbox y PC (2003)

## Videojuegos de la serie ISS Pro
- Goal Storm, Play Station (1996)
- International Superstar Soccer Pro/Goal Storm 97, PlayStation (1997)
- International Superstar Soccer Pro 98, PlayStation (1998)
- ISS Pro Evolution, Playstation (2000)
- ISS Pro Evolution 2, Playstation (2001)

## Videojuegos de la serie portátil
- International Superstar Soccer, Game Boy (1998)
- International Superstar Soccer 99, Game Boy Color (1999)
- International Superstar Soccer 2000, Game Boy Color (2000)
- International Superstar Soccer, Game Boy Advance (2001)
- International Superstar Soccer Advance, Game Boy Advance (2003)